# Rów Poroniński
Rów Poroniński – część Rowu Podtatrzańskiego. Ciągnie się od ujścia Porońca do Białego Dunajca w górę doliny, którą spływa Poroniec: początkowo w kierunku wschodnim, potem południowo-wschodnim. Rów Poroniński jest więc tożsamy z doliną Porońca. Jego orograficznie prawe zbocza tworzy Brzegowski Dział, lewe Zgorzeliskowy Dział ze szczytami Wierchu Zgorzelisko i Zadni Wierch.